# Hällby, Uppsala

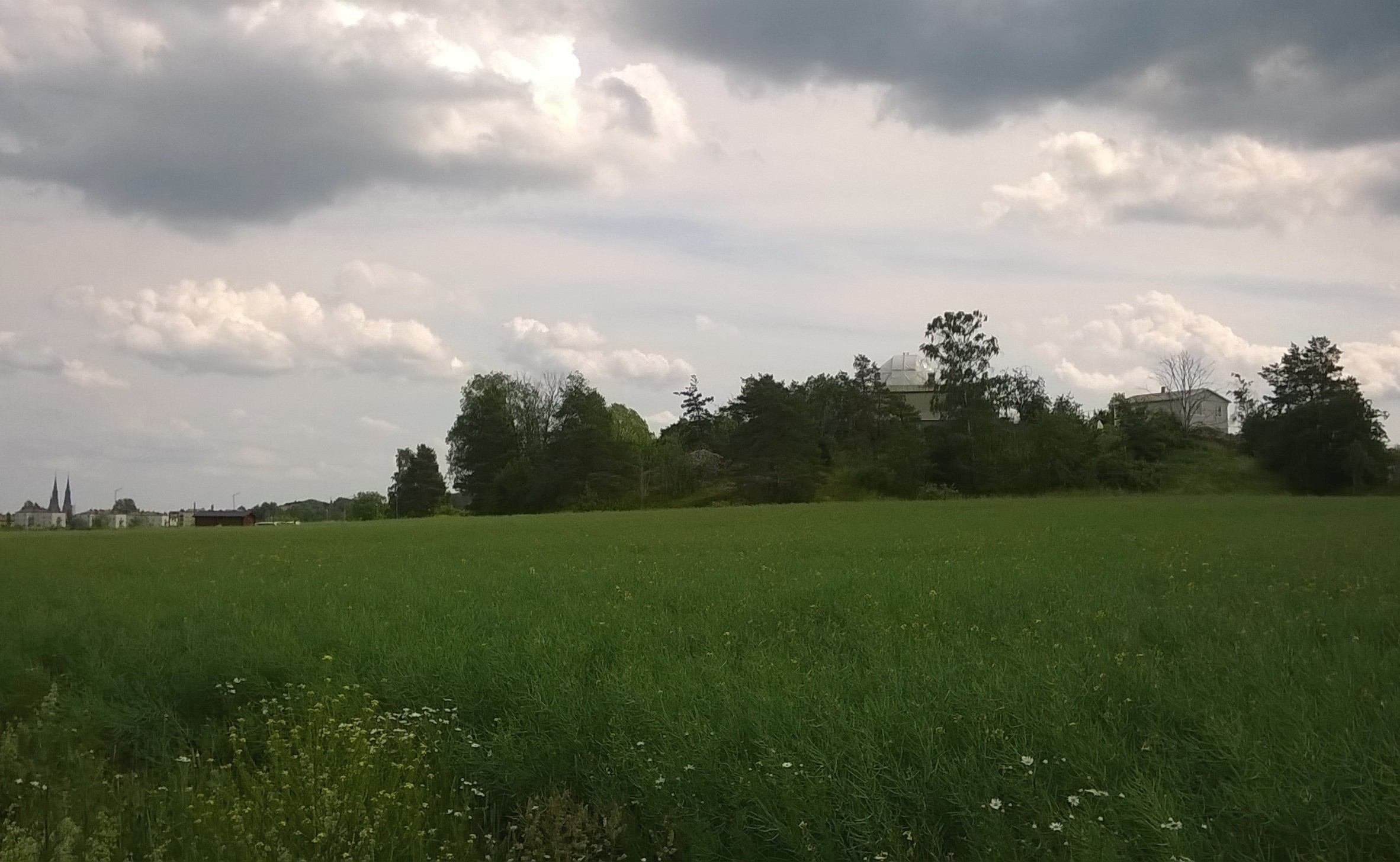
Hällby mot öster från Librobäcken mot observatoriekullen med domkyrkans torn till vänster.

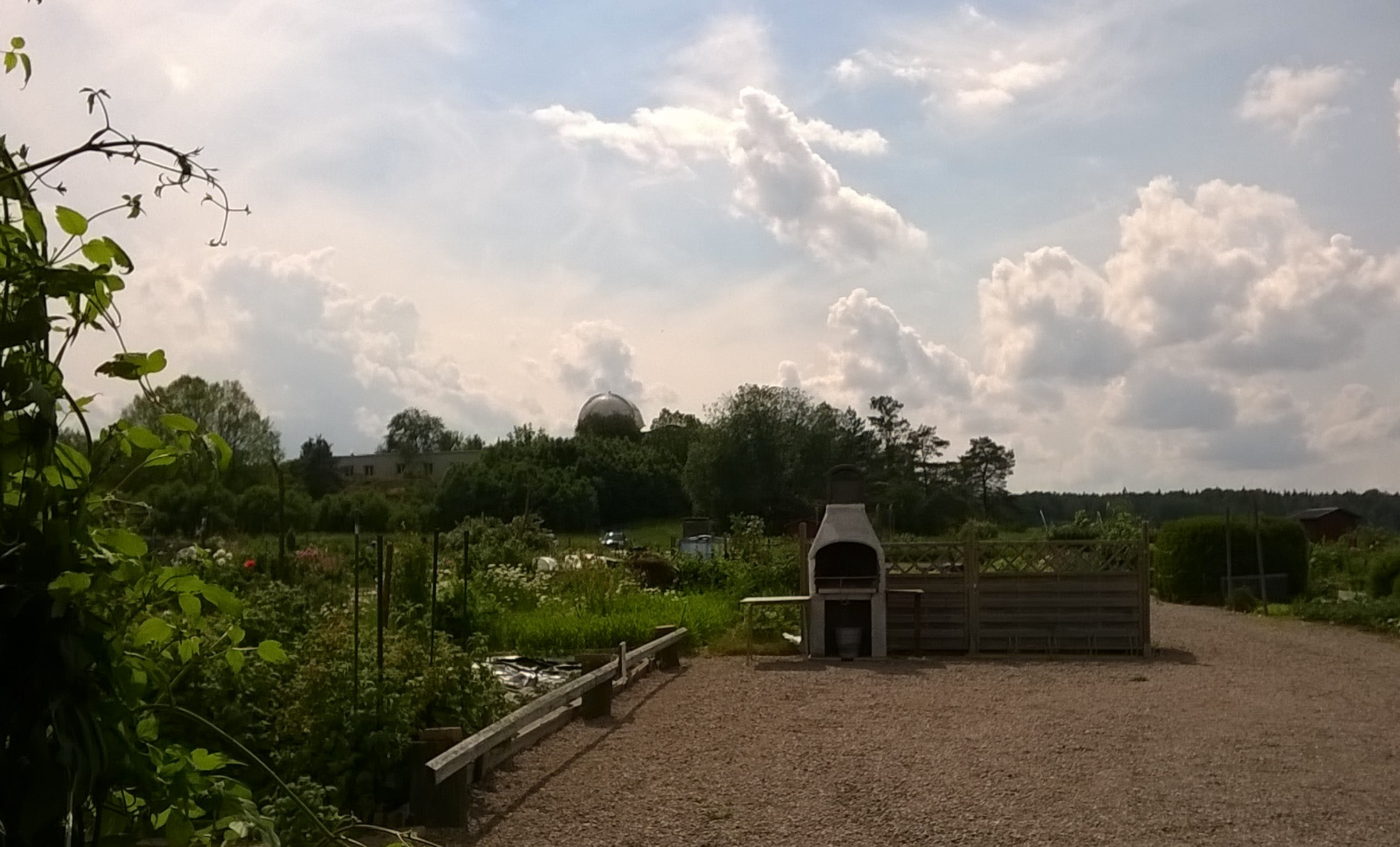
Koloniträdgården mot observatoriekullen.

Hällby är en stadsdel i nordvästra Uppsala. Stadsdelen utgörs främst av åkermark i stadens utkant samt en koloniträdgård mot Husbyborg. 
Librobäcken (som gett namn till stadsdelen Librobäck) rinner genom området, och Bärbyleden samt Dalabanan passerar genom stadsdelens norra del.
I öster gränsar Hällby mot Stabby i stadsdelen Luthagen.

## Historia
Hällby var ursprungligen en by i Bondkyrka socken, omtalad första gången 1316 ('in Helliby'). År 1316 upptogs två landbor under sjätte kanonikatet i Uppsala domkyrka som boende i Hällby i hertig Valdemars jordebok. År 1336 bodde en Lars Mickelsson, som tidigare varit syssloman vid Klara kloster, i Hällby. Under 1500-talet fanns 4 mantal kyrkojord i Hällby.

## Observatoriet

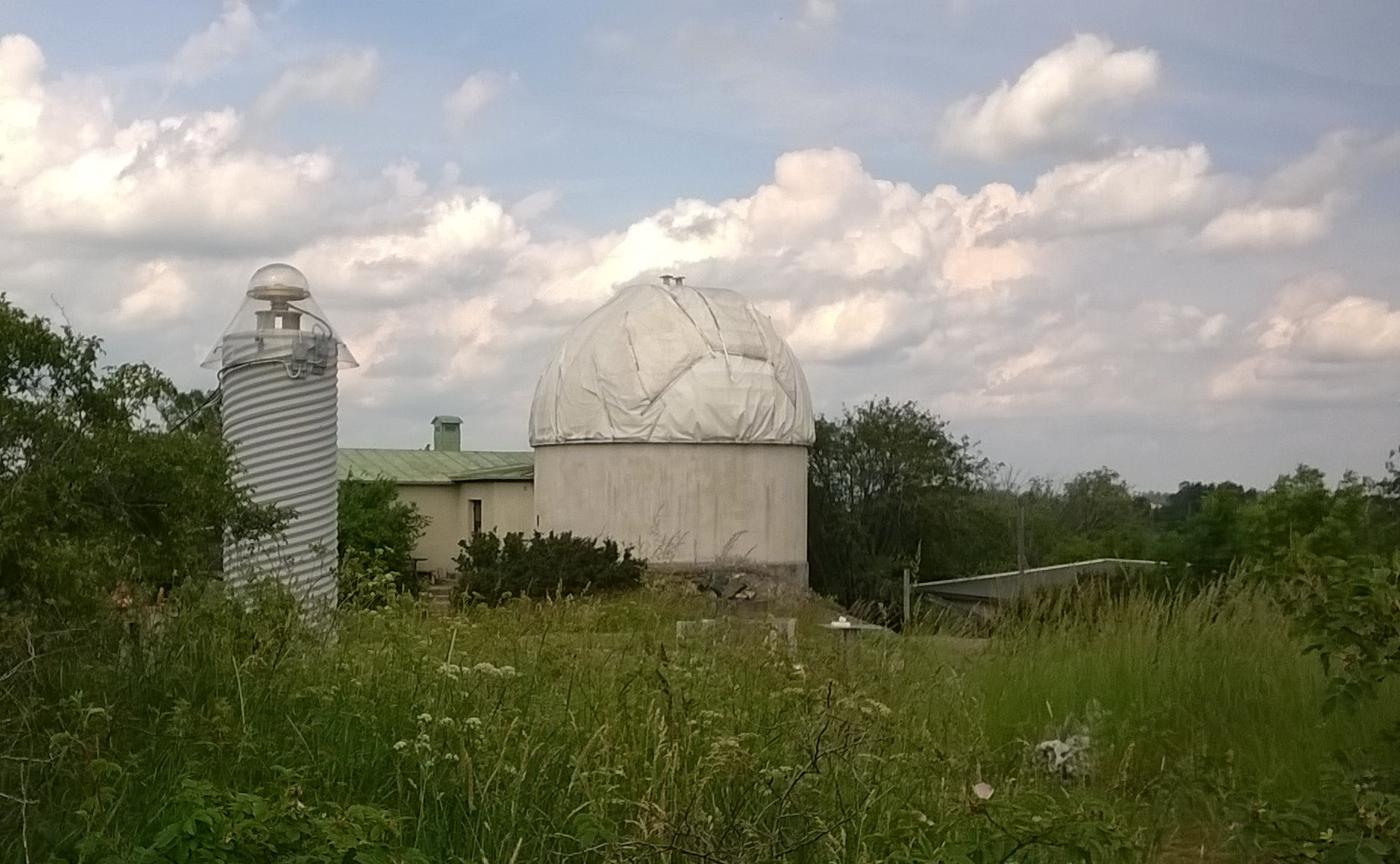
Hällbyobservatoriets kupolhus och GNSS-stationen till vänster.

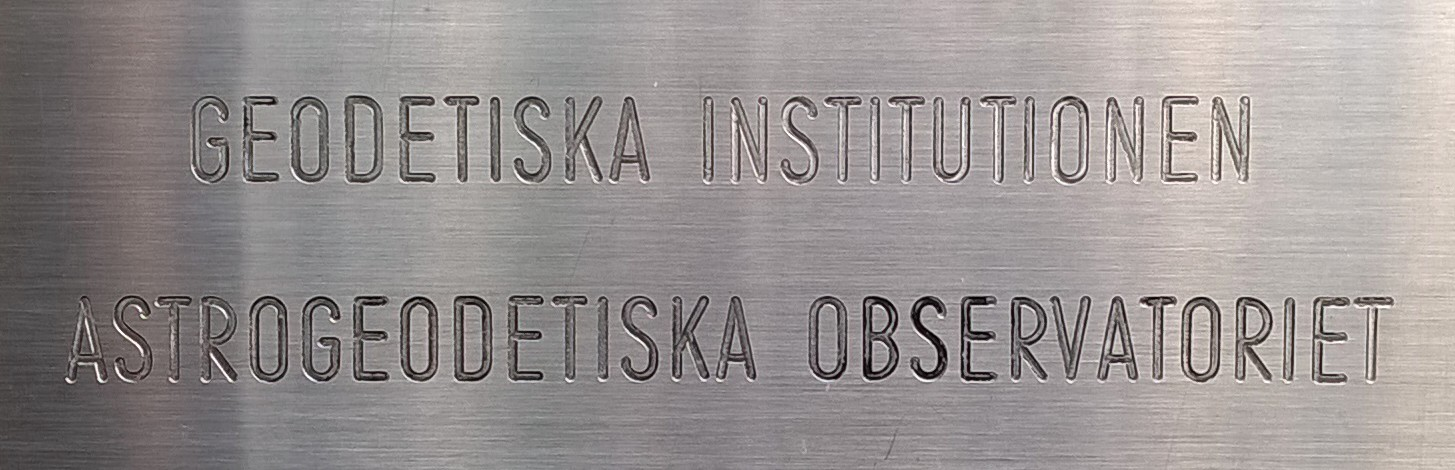
Informationsplatta på kupolhuset.

I Hällby fanns under åren 1962–2001 ett observatorium för geodesi. Observatoriet byggdes av Institutionen för geodesi vid  Uppsala universitet, under ledning av professor Erik Tengström. Sammanlagt bestod observatoriet av fyra större byggnader, varav ett kupolhus med  teleskop för geodetiska mätningar med hjälp av satelliter, samt ett verkstadshus. År 2001 flyttade universitetet från Hällby till Ångströmlaboratoriet och Geocentrum, och ett antal konstnärer började sedan använda institutionslokalerna.
Den geodetiska mätverksamheten finns via Lantmäteriet kvar på observatorieområdet, men nu används en helautomatiserad och obemannad GNSS-station (klass A). Observatorieområdets byggnader förvaltas av Akademiska Hus.
Platsen är tack vare utsikten och den ovanliga miljön ett populärt utflyktsmål. På observatoriekullens topp ligger en gravhög från brons- eller järnålder (RAÄ 322:1).